# Franz Wohlfahrt (violinista)
Franz Wohlfart (Frauenprießnitz, 7 marzo 1833 – Lipsia, 14 febbraio 1884) è stato un violinista e docente tedesco.

## Biografia
Nato a Frauenprießnitz, Franz Wohlfahrt è stato un violinista, insegnante, e compositore tedesco. Suo padre, Heinrich Wohlfahrt, era un'insegnante di pianoforte. Franz studiò violino con Ferdinand David. Tra le sue opere più conosciute ci sono i 60 Etudes per violino op. 45 che ancora oggi sono i primi studi frequentemente usati dei violinisti e dai violisti principianti. Wohlfahrt fu insegnante di violino e viola.  

## Composizioni
Selezione
- Gebet eines jünglings, op. 3 [Prière d’un adolescent]
- Leichtester Anfang im Violinspiel, op. 38 (1875)
- Tägliche Uebungen, per violino op. 43 (1878)
- 60 Studies per violino op. 45 (1877)
- 40 Elementar-Etüden für Violine, op. 54
- Leichte Trios per pianoforte, violino e violoncello, op. 66 (1881)
- Trio facile[3] per pianoforte, violino e violoncello op. 69
- 2 Romanzen, per violino e pianoforte op. 72
- 70 Leichte melodische Etuden, op. 74
- Leichte Fantasie über die beiden Weihnachtslieder [Easy Fantasia on 2 Christmas Songs], per violino e pianoforte op. 83 (1882)